# Ижора (Веревское сельское поселение)
Ижо́ра — деревня в Гатчинском муниципальном округе Ленинградской области.

## История
По данным 1966 и 1973 годов деревня Ижора находилась в составе Большетаицкого сельсовета.
По данным 1990 года деревня Ижора входила в состав Веревского сельсовета.
В 1997 году в деревне проживал 31 человек, в 2002 году — 45 человек (русские — 96%).
По состоянию на 1 января 2006 года в деревне насчитывалось 10 домохозяйств и 7 дач, общая численность населения составляла 40 человек.
В 2007 году — 36.

## География
Деревня расположена в северной части района на автодороге Р23 «Псков» (E 95, Санкт-Петербург — граница с Беларусью), близ железнодорожной станции Верево.
Расстояние до административного центра поселения, деревни Малое Верево — 6,5 км.

## Демография
| 2006 | 2007 | 2010 | 2017 |
| ---- | ---- | ---- | ---- |
| 40   | ↘36  | ↘30  | ↗96  |

### Национальный состав
Согласно данным Всероссийской переписи населения 2021 года в деревне проживали 45 человек, из них:
 русские — 42, ижорцы — 1, казахи — 1, узбеки — 1.

## Улицы
Киевское шоссе, Коммунальная.